# Лэйдлоу, Марк
Марк Лэйдлоу (англ. Marc Laidlaw; род. 3 августа 1960) — американский писатель, работал сценаристом и игровым дизайнером в компании Valve Software. Наиболее известен тем, что является автором сценария игр серии Half-Life (не считая аддонов Blue Shift, Opposing Force и Decay, написанных Рэнди Питчфордом в сотрудничестве с Лэйдлоу).

## Биография
Марк Лэйдлоу родился 3 августа 1960 года. Он жил и рос в Лагуна-Бич, Калифорния. Позже поступил в Орегонский университет, где пытался программировать на перфокартах. Потом он написал несколько рассказов и Dad's Nuke — свой первый роман, изданный в 1985 году. Потом им было написано несколько рассказов. Однако, чтобы заработать на жизнь, он 10 лет работал секретарём по правовым вопросам в Сан-Франциско.
До этого он играл в компьютерные и аркадные игры, но не был заинтригован. До этого ему уже доводилось встречаться с Doom, созданной id Software. Игра была слишком реалистичной, и он не смог играть в неё. Но его восприятие поменялось после того, как он сыграл в Myst. Будучи увлечённым этой игрой, он купил себе новый компьютер, чтобы иметь возможность играть дома. Благодаря этому новому увлечению, он пишет роман The Third Force, основанный на мире компьютерной игры Gadget. Его любимой игрой является Thief: The Dark Project. Когда он писал статью о Quake для Wired Magazine, он понял, что быть игровым дизайнером — самая лучшая работа на Земле.
Работая с другими игровыми дизайнерами, он понял, что также хочет поучаствовать в дизайне какой-нибудь игры. В 1997 году он стал сотрудником тогда ещё молодой команды разработчиков из Сиэтла — Valve. Там он начал работать над сюжетом и дизайном уровней игры Half-Life. Позже он работал над аддонами Half-Life, Half-Life 2 и над её эпизодами. Также он координировал общую работу над проектом, связывал команду, перенося её идеи между её членами.
В Valve он разделил офис с создателями «Old Man Murray», Эриком Уолпоу (победитель награды Game Developers Choice 2006 за соавторство Psychonauts) и Четом Фалисеком (победитель награды Bafta 2009 за Left 4 Dead). Потом в его команду также вошли Тед Косматка и Джей Пинкертон. Именно он в большинстве своём отвечает на письма о G-Man’е по e-mail, отказывая в выдаче информации.
В начале 2016 года покинул Valve по нескольким причинам, в том числе личным.